# Desierto de Sechura
El Desierto de Sechura es un desierto costero en el noroeste del Perú, que se extiende por la mayor parte del territorio de Piura y Lambayeque. Constituye la zona más ancha del desierto costero del Perú.
De norte a sur, presenta una longitud máxima de unos 150 km; de este a oeste, el desierto de Sechura tiene una anchura máxima de unos 100 km, comprendidos entre las estribaciones de la cordillera Occidental, una alineación montañosa que constituye el ramal costero de los Andes peruanos (macizo Illescas), y el litoral del Pacífico, donde se encuentra la bahía de Sechura en el noroeste. Este desierto es una árida meseta formada por materiales del Cenozoico, con escasa vegetación, que comprende varias lagunas intermitentes. La aridez del clima y los suelos improductivos limitan el asentamiento de la población, excepto en los oasis que constituyen las desembocaduras de los ríos Piura, al norte, y Chancay-Lambayeque, al sur; en estas áreas es posible la agricultura. Al norte del desierto se explotan yacimientos petrolíferos. Se encuentra a unos 55 km al suroeste de la ciudad de Piura. Es uno de los desiertos más grandes del Perú, con  una extensión de más de 5 000 km². 
Con el nombre de ecorregión del desierto de Sechura, el WWF llama a lo que considera una ecorregión.